# Gerhard III. (Hoya)
Gerhard III. von Hoya († 1383) war 1324 bis 1383 Graf von Hoya (Niedergrafschaft).

## Familie
Gerhard war Sohn von Graf Otto II. von Hoya und von Ermengard von Holstein. In erster Ehe war Gerhard verheiratet mit Gisela von Oldenburg, Tochter von Johann II. von Oldenburg und Hedwig von Diepholz. Nach ihrem Tode 1350 heiratete Gerhard Jutta von Delmenhorst, eine Cousine Giselas. Gerhard hatte vier Nachkommen:
- Otto, († 1428), 1383–1428 Graf von Hoya (Niedergrafschaft)
- Johann, Offizial des Erzbistums Bremen
- Heinrich, († 1441), 1407–1426 Bischof von Verden
- Gerhard, († 1398), 1371–1398 Domherr in Bremen, einigen Quellen zufolge kurzzeitig Bischof Mindens

## Leben und Wirken
Nachdem Gerhards Vater 1324 starb, regierte er die Grafschaft gemeinsam mit seinem Bruder Johann. 1345 wurde die Grafschaft zwischen den beiden Grafenbrüdern in die Obergrafschaft (Residenz Nienburg) und die Niedergrafschaft (Residenz Hoya) geteilt. Kriege und Fehden bestimmten das Leben Gerhards. Die Hoyaer Fehde (1351–1359) war ein Konflikt zwischen Bremen, Hoya und anderen. 1370 brach der Lüneburger Erbfolgekrieg aus, in dem Gerhard auf der Seite des Welfenherzogs Magnus II. Torquatus kämpfte. Weitere Fehden führte Gerhard gegen die Adelsfamilien Münchhausen, Mandelsloh, Knigge sowie gegen das Bistum Minden.
1338 kauften Gerhard und sein Bruder Otto die Grafschaft Altbruchhausen, die bei der Teilung an Gerhard fiel. 1353 nahm Gerhard als Schiedsrichter an Verhandlungen zwischen König Waldemar IV. von Dänemark und den Grafen von Holstein in Nyborg teil. Gerhard starb 1383 und wurde in der Martinskirche in Hoya beigesetzt.